# Skarpabborrtjärnen (Idre socken, Dalarna, vid väg 311)
Skarpabborrtjärnen är en sjö i Älvdalens kommun i Dalarna och ingår i Dalälvens huvudavrinningsområde.